# Couleur structurelle

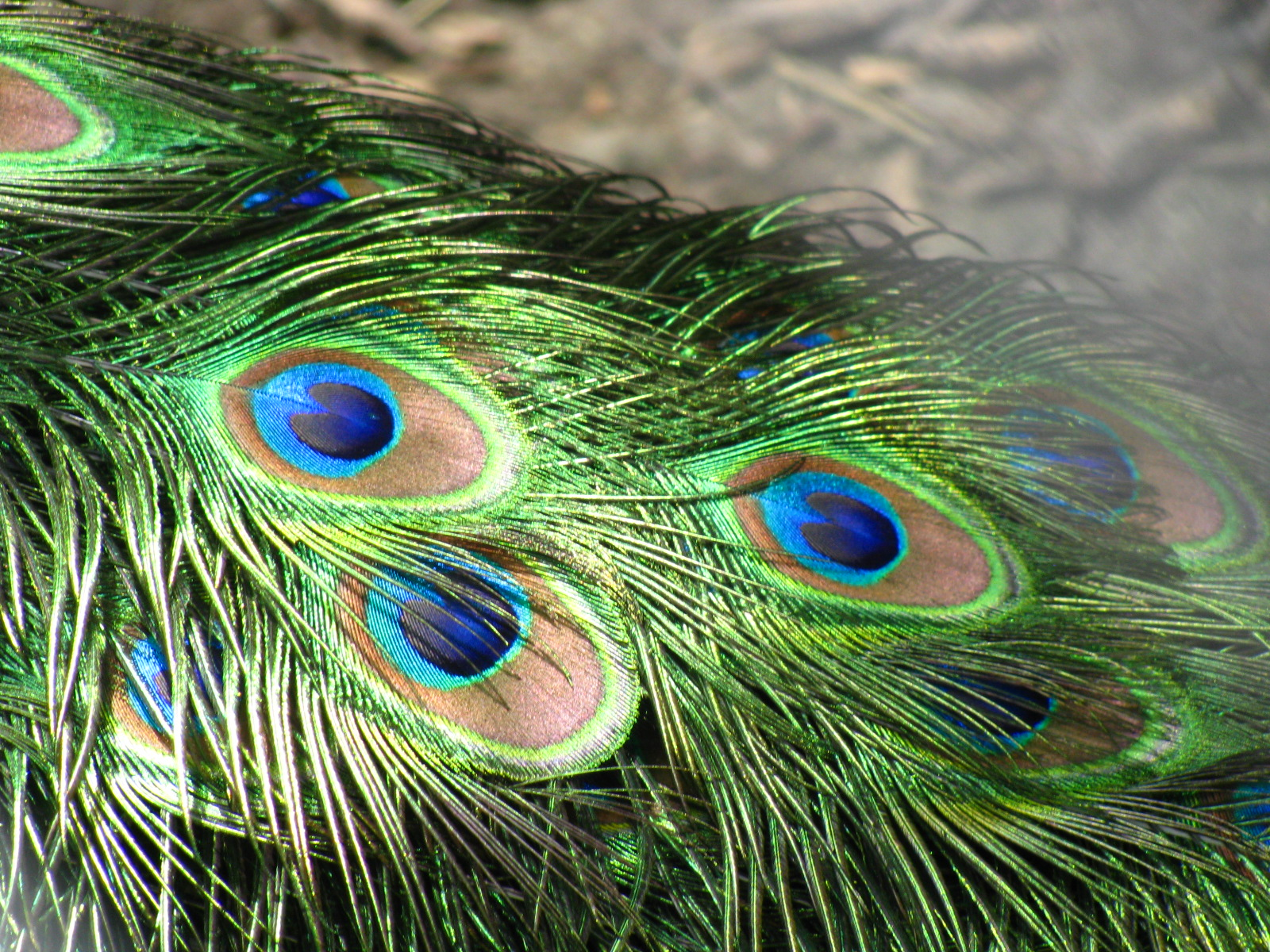
La brillance et l'iridescence de la queue du paon sont dues à des structures physiques.

Une couleur structurelle est une coloration que produisent des interférences sur des structures d'une dimension proche de la longueur d'onde de la lumière visible, par opposition aux couleurs ordinaires, dont la cause est l'absorption, à l'échelle moléculaire, d'une partie du rayonnement électromagnétique par les matières colorantes.
Les couleurs structurelles, bien que moins fréquentes que les couleurs pigmentaires, sont abondantes dans la nature. Plusieurs espèces animales en produisent, des plumes du paon ou du canard colvert à l'iris des yeux à couleur claire.

## Principe
Lorsque la structure d'un corps comporte des alternances régulières de parties qui réfléchissent ou transmettent la lumière, et d'autres qui l'absorbent, avec une fréquence spatiale du même ordre de grandeur que la longueur d'onde de la lumière (1 à 10 µm), elle forme un réseau de diffraction capable de décomposer la lumière en composantes monochromatiques, de couleur variant selon la direction.
Les couches semi-réfléchissantes de la même dimension donnent lieu au même phénomène. Lorsque ces couches comportent des reliefs microscopiques, elles peuvent constituer des miroirs réfléchissant une longueur d'onde privilégiée.
Les couleurs structurelles dans le domaine végétal et animal, assez fréquentes quoique beaucoup plus rares que les couleurs pigmentaires, peuvent provenir d'un agencement plus complexe de ces structures élémentaires, produisant un aspect irisé. Les cellules chromatophores qui donnent leur couleur à la peau des animaux par un effet de structures s'appellent schemochromes.

## Historique
Le savant anglais Robert Hooke a le premier étudié la couleur des plumes de paon. Examinant un échantillon au microscope, il note la division des parties des plumes en petits éléments, la variation de couleur selon la direction de l'observation, et sa disparition lorsqu'on trempe la plume dans l'eau. Isaac Newton relie ces observations avec la diffraction dans son Opticks.
Un siècle plus tard Thomas Young attribue l'irisation au brouillage entre les reflets de deux (ou plus) couches fines, combinée à la réfraction de la lumière lors de sa traversée de ces pellicules. La géométrie détermine que, à certains angles, les rayons réfléchis des deux surfaces s'ajoutent (s'interfèrent constructivement), alors qu'à d'autres angles, les rayons s'annulent. Ainsi différentes couleurs se manifestent à différents angles.

## Exemples

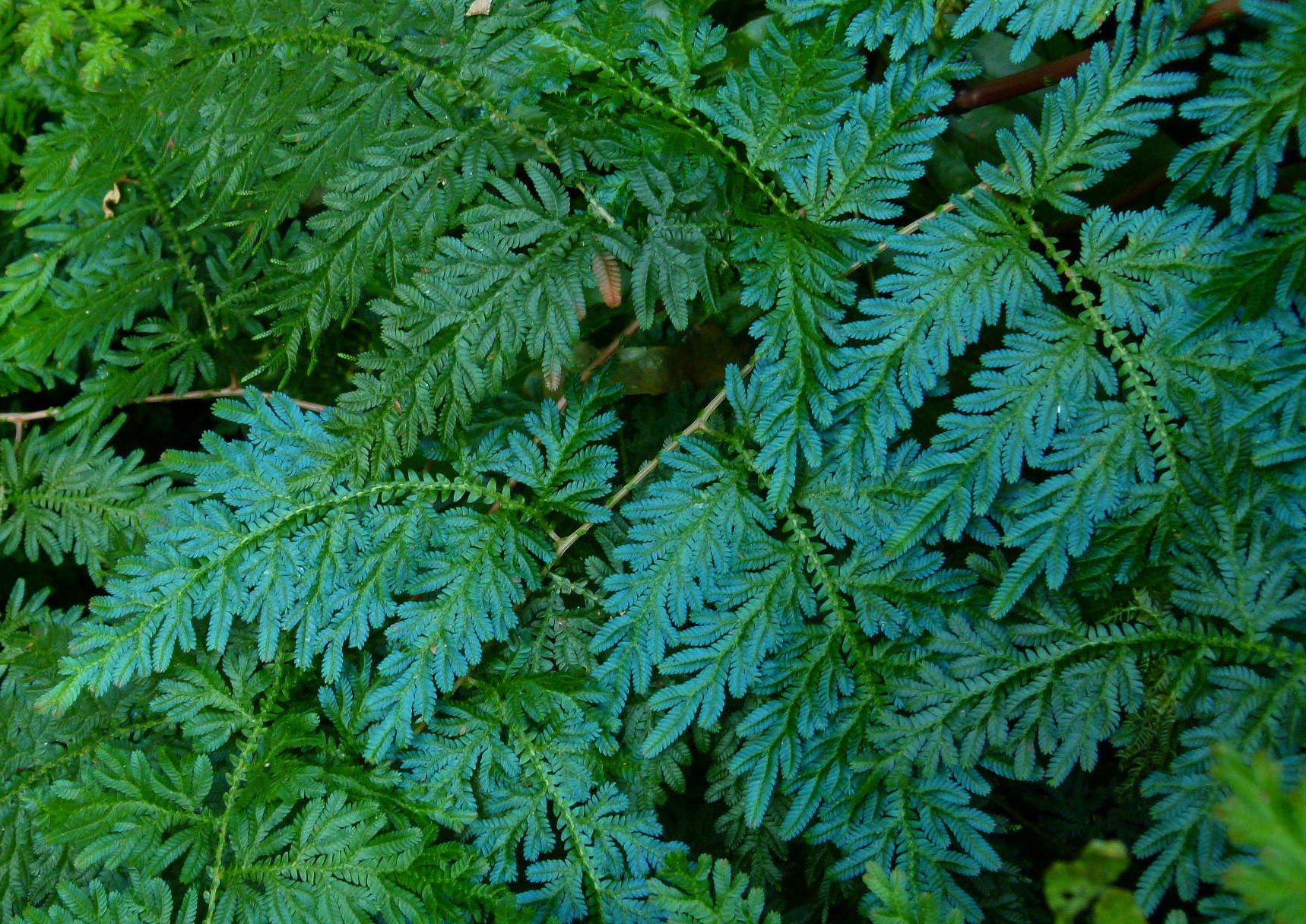
Selaginella willdenowii a un feuillage qui prend des iridescences bleu électrique.

La couleur bleue structurelle est créée par réflexion de Bragg à partir de microfibrilles de cellulose empilées en spirale dans les parois cellulaires (exemples : feuilles de Sélaginelles, baies marbrées de Pollia condensata qui produisent la couleur bleue la plus brillante de tous les tissus vivants). Elle est aussi créée à partir de l'empilement des membranes thylacoïdes des chloroplastes dans les feuilles  (exemples : Phyllagathis (es), Bégonia). L'irisation des pétales de certains Hibiscus provient des nanostructures de surface qui font l'effet d'une grille de diffraction optique sur la lumière.
Dans le domaine animal, comme dans l'iris, sur les plumes d'oiseaux et les ailes de papillons, la lumière est brouillée par une gamme de jeux de lumière (mécanismes photoniques), y compris des réseaux de diffraction, des miroirs sélectifs, des cristaux photoniques, des fibres à cristal, des matrices de nanocanaux et des protéines de configuration variable. Une grande partie de ces traits menus correspond à des structures élaborées visibles au microscope électronique. Ainsi, les plumes de la queue du paon sont colorées par des pigments en brun, mais leur structure menue les rend bleues, turquoise et vertes, souvent avec un air irisé.

## Applications
La photographie interférentielle produit des images en couleurs sans colorant. 
Les couleurs structurelles ont de l'avenir dans des applications industrielles, commerciales et militaires, avec des surfaces biomimétiques (à la nature) qui pourraient offrir des couleurs brillantes, le camouflage adaptable, des commutateurs optiques efficaces et du verre à bas reflet.